# Mehmet Ali İslioğlu
Mehmet Ali İslioğlu (ur. w 1926) – turecki zapaśnik walczący w stylu wolnym. Olimpijczyk z Helsinek 1952, gdzie odpadł w eliminacjach w kategorii do 73 kg.